# Paul J. Weitz
Paul Joseph Weitz, född 25 juli 1932 i Erie, Pennsylvania, död 22 oktober 2017 i Flagstaff, Arizona, var en amerikansk astronaut uttagen i astronautgrupp 5 den 4 april 1966.

## Rymdfärder
- Skylab 2
- STS-6